# Joel Osteen

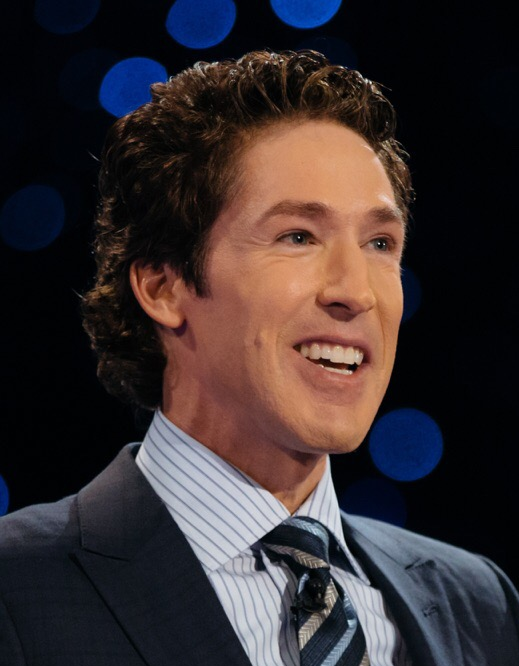
Joel Osteen, 2016

Joel Osteen (* 5. März 1963) ist ein amerikanischer Unternehmer, Motivationstrainer, Buchautor sowie Pastor der Lakewood Church in Houston, Texas. Jede Woche verfolgen mehr als 50.000 Menschen seine Predigten live vor Ort sowie weitere 10 Millionen Menschen weltweit über seine TV-Sendungen, welche in Deutschland u. a. von God TV und CNBC Europe übertragen werden. Sein Privatvermögen wird auf 40 Mio. US-Dollar geschätzt.

## Leben und Wirken
Joel Osteen ist ein Sohn des Pastors und Gründers der Lakewood Church, John Osteen. Er hat ein Semester Theologie studiert, Fernsehsendungen produziert und ist Autor mehrerer Bücher, die in sieben verschiedene Sprachen übersetzt wurden. Einige seiner Veranstaltungen führt er gemeinsam mit Joyce Meyer durch. Er ist verheiratet mit Victoria Osteen, sie haben zwei Kinder. Seine Frau und zwei seiner Geschwister, Paul Osteen und Lisa Comes, arbeiten auch in der Lakewood Church mit. Seit er 1999 nach dem unerwarteten Tod seines Vaters die Leitung dieser Megachurch übernahm, haben die Besucherzahlen von 6.000 um ein Mehrfaches zugenommen und 2019 50.000 pro Woche erreicht. Seit 2005 lebt er von den Erträgen seiner Bücher, die sich gut verkaufen. Mit seinem Buch Your best life now: 7 Steps to living at your full potential war er über 200 Wochen auf der New York Times Bestsellerliste.

## Theologie
Joel Osteen will den Menschen Hoffnung vermitteln, indem er zu einer persönlichen Beziehung mit Jesus Christus einlädt. Den unerreichten Menschen soll das Evangelium auf vielfältige Weise verkündigt werden, den Bedürftigen und Hungrigen der Welt soll praktisch geholfen, Kranke sollen „ganzheitlich geheilt“ und Enttäuschte durch positive Zusagen ermutigt werden. Seine Predigten sind konzeptionell klar und einfach aufgebaut. Mit praktischen Beispielen und konkreten Schritten will er bei seinen Zuhörern und Zuschauer Veränderung zum Guten auslösen und Lebenshilfe anbieten.

## Kritik
Joel Osteen wird von vielen als Vertreter eines unbiblischen Wohlstandsevangeliums gesehen: Gottes Wille sei es, dass Menschen in allen Bereichen ihres Lebens Erfolg haben. Der konservative Bibellehrer und Pastor John F. MacArthur war 2010 der Auffassung, dass er das Evangelium ins Gegenteil verdrehe, und gehörte aus diesem Grund zu seinen schärfsten Kritikern. Auch wird Osteen als Anhänger der Wort-des-Glaubens-Bewegung genannt.
Joel Osteen geriet zudem im Zuge der durch den Hurrikan Harvey 2017 verursachten Sturmflut in die Kritik. Ihm und seiner Kirche wurde auf sozialen Medien vorgeworfen, die Lakewood Church nicht für Flutopfer geöffnet zu haben. Am 27. August 2017 erklärte Osteen zur Begründung auf Facebook, die Lakewood Church sei wegen der Flut nicht erreichbar. Andere Benutzer Sozialer Medien posteten daraufhin Fotos und Videos, die die Lakewood Church und den nicht überfluteten Parkplatz davor zeigten. Daraufhin teilte die Kirche am 29. August 2017 mit, sie nehme nun Hilfesuchende auf. Als Grund für die Verzögerung wurde angegeben, es habe die Besorgnis bestanden, die Kirche hätte überflutet werden können. Am Tag darauf erklärte zudem Osteen selbst, die Kirche habe zunächst keine Kapazitäten zur Verfügung gestellt, weil die Stadt Houston sie nicht darum gebeten habe, als Notunterkunft bereit zu stehen. In den Sozialen Medien sei ein falscher Eindruck entstanden.

## Bücher (Auswahl)
- Joel Osteen: Lebe jetzt! Beginnen Sie heute Ihr bestes Leben. Gerth Medien, 2007, ISBN 978-3-86591-154-4.
- Joel Osteen: In dir steckt mehr: Lassen Sie Gott Ihr volles Potenzial entfalten. Gerth Medien, 2009, ISBN 978-3-86591-372-2.
- Your best life now: 7 Steps to living at your full potential
  - Guten Morgen! Der beste Start in den Tag. 365 Andachten. Übersetzung Maria Merckel-Braun. Gerth Medien, Asslar 2010, ISBN 978-3-86591-555-9.
- Wie dir alle Dinge zum Besten dienen. Finde Trost in finsteren Zeiten und entwickle deinen Glauben. (Blessed in the darkness: Übersetzung Bettina Krumm) Grace today Verlag, Schotten 2020, ISBN 978-3-95933-154-8.